# 디바인 (배우)

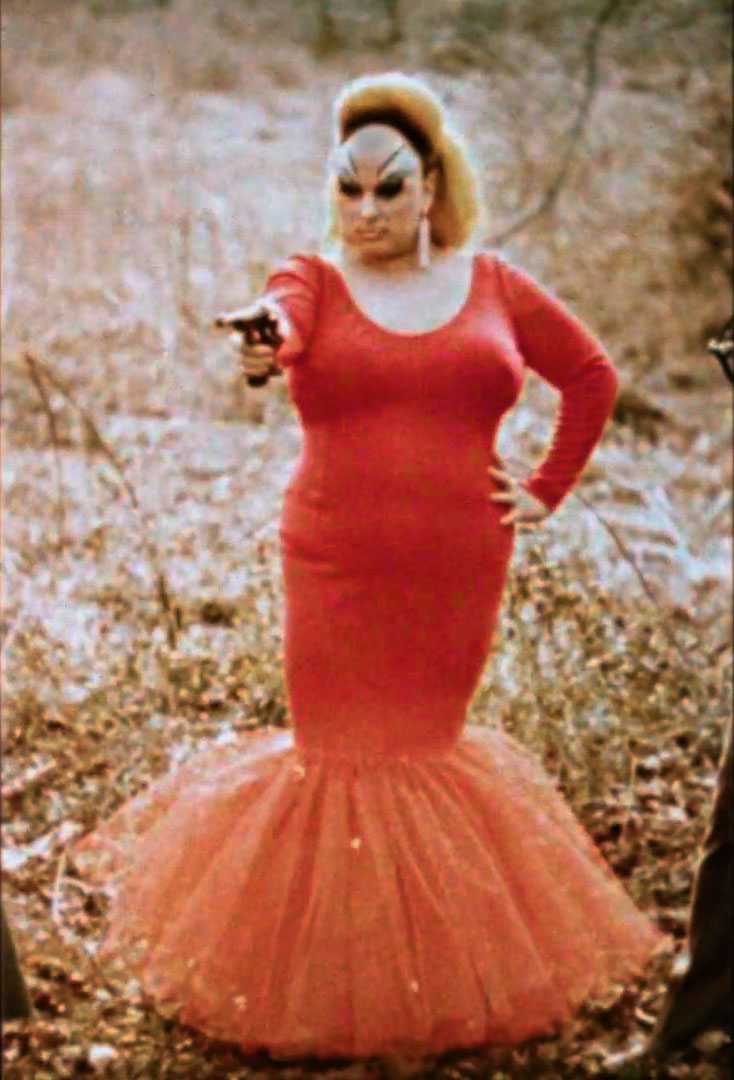
핑크 플라밍고에서의 모

디바인(Divine, 1945년 10월 19일 ~ 1988년 3월 7일)은 미국의 배우, 가수, 드래그 퀸이다. 존 워터스 감독의 다수 작품에 참여한 것으로 유명하며, 그의 작품들에서 여성 인물 역할을 맡아 연기했다.

## 음반 목록
- Jungle Jezebel 또는 My First Album (1982)
- T Shirts and Tight Blue Jeans (Non Stop Dance Remix) (1984)

## 출연 작품
존 워터스 감독 작품
- Roman Candles (1966, 단편)
- 네 화장을 먹어라 (1968, 단편) - 재클린 케네디 역
- 다이앤 링클레터 이야기 (1970, 단편) - 다이앤 링클레터 역
- 몬도 트라쇼 (1969)
- 멀티플 매니악 (1970)
- 핑크 플라밍고 (1972)
- 암컷 소동 (1974)
- 폴리에스터 (1981)
- 헤어스프레이 (1988)